# Aparat Wolcotta
Aparat Wolcotta (Daguerreotype mirror camera, Wolcott mirror camera) – aparat fotograficzny do dagerotypii opracowany i opatentowany w 1840 przez Alexandra Wolcotta. Aparat nie używał obiektywu, ale działał na zasadzie podobnej do teleskopu zwierciadlanego. Pomimo znacznie lepszych osiągów technicznych od ówczesnych aparatów fotograficznych (większa jasność, brak aberracji chromatycznych) aparat nie zdobył popularności ze względu na bardzo dużą masę własną spowodowaną przede wszystkim dużym i ciężkim metalowym lustrem oraz bardzo małą powierzchnią pracy, na której mógł być naświetlony materiał światłoczuły.

## Historia
Aparat został opracowany przez amerykańskiego pioniera fotografii Alexandra Wolcotta. Działał on na zasadzie podobnej do teleskopów zwierciadlanych, wchodzące do aparatu światło nie było skupiane obiektywem, ale padało na duże, wklęsłe metaliczne zwierciadło wykonane ze speculum metal (⅔ miedź i ⅓ cyna) i było ogniskowane na niewielkiej płycie dagerotypowej. Takie rozwiązanie pozwalało na uzyskanie dużej jasności „obiektywu” i wyeliminowanie aberracji chromatycznych.
Przy otwarciu „obiektywu” o średnicy około 12 cali (ok. 31 cm) i średnicy lustra 7 cali (ok. 18 cm) teoretycznie osiągana apertura wynosiła f/1,7, choć w praktyce biorąc pod uwagę ok. 70% doskonałość lustra wynosiła ok. f/2,4 co i tak było wartością jak na ówczesne czasy znakomitą (istniejące wówczas tradycyjne obiektywy miały przesłony rzędu od f/6 (photographe à verres combinés) do bardziej typowych f/11-15 (obiektyw pejzażowy Wollastona)). Uzyskanie tak dużej jasności pozwoliło na skrócenie czasu naświetlania płyty światłoczułej z około 30 minut na zaledwie pięć minut. Do wad aparatu należała bardzo duża masa własna (duże, ciężkie lustro metalowe) oraz stosunkowo mała powierzchnia, którą mógł zajmować materiał światłoczuły - przy średnicy lustra wynoszącej siedem cali, płyta światłoczuła mogła mieć wymiary do 2 na 2,5 cala (ok. 5 na 6,5 cm). Ogniskowa takiego aparatu wynosiła około cztery razy więcej niż przekątna płyty światłoczułej - dając mniej więcej odpowiednią 180 mm dla współczesnych aparatów używających standardowego filmu 35 mm.
8 maja 1840 US Patent Office przyznało Wolcottowi i Johnowi Johnsonowi Sr pierwszy amerykański patent fotograficzny (US Patent No. 1582).
Aparat nie odniósł sukcesu komercyjnego i technologicznie okazał się ślepą uliczką, do czego przyczyniły się postępy w projektowaniu nowoczesnych obiektywów.